# Oorlogsobligatie

Oostenrijkse poster uit de Eerste Wereldoorlog.

Een oorlogsobligatie is een verhandelbaar schuldbewijs voor een lening die door een overheid is aangegaan om een oorlog te financieren. Deze specifieke staatsobligaties hebben een eeuwenlange geschiedenis.

## Vooraf aan de Eerste Wereldoorlog
Aanvankelijk leenden oorlogvoerende overheden van een kleine groep rijke particulieren, zoals Jakob Fugger (1459-1525) en Nathan Rothschild (1777 – 1836). Een van de eerste oorlogsobligaties werden door de Verenigde Staten uitgegeven tijdens de Oorlog van 1812, wat het Congres een bedrag van 11 miljoen dollar opleverde. Deze obligaties waren echter niet gericht op het algemeen publiek. In 1751 waren mogelijk de oudste oorlogsobligaties de door Engeland uitgegeven Consols (ingeburgerde afkorting van consolidated securities).

## Eerste Wereldoorlog

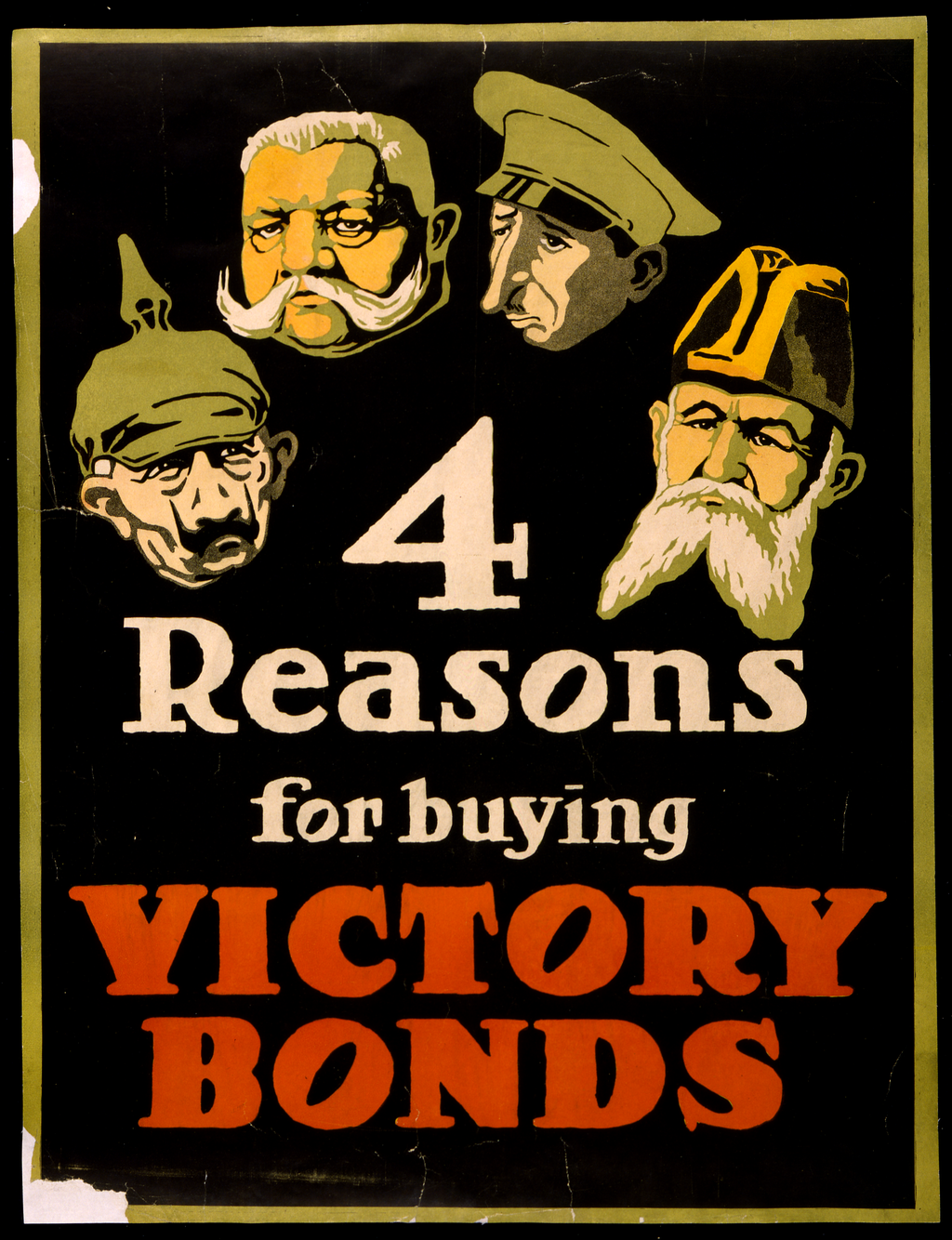
Canadese poster uit de Eerste Wereldoorlog, met van links naar rechts: keizer Wilhelm II van Duitsland, keizer Frans Josef van Oostenrijk, sultan Mehmed VI (Ottomaanse Rijk) en koning Ferdinand I van Bulgarije.

### Oostenrijk-Hongarije
Vanaf de eerste oorlogsdagen wist de Oostenrijk-Hongaarse regering dat de bankinstituten niet genoeg waren om de groeiende oorlogskosten te dekken. Daarom implementeerde men een financieringsmodel dat gebaseerd was op dat van Duitsland: in november 1914 werd de eerste lening uitgegeven. Net als in Duitsland werd ten aanzien van de leningen een vooropgezet plan gevolgd; halfjaarlijks (in november en mei) werden de leningen uitgegeven. De eerste obligaties kenden 5 procent rente met een termijn van vijf jaar. De kleinste waarde was 100 kronen. Hongarije bracht apart van Oostenrijk obligaties uit in 1919 - dit was na de oorlog en nadat het land was gescheiden van Oostenrijk. Het betrof aandelen waarvan de eigenaar na een jaar terugbetaling mocht eisen. De rente was op 6 procent gesteld en de minimale denominatie was 50 kronen.
De - beperkte - financiële steun van kinderen werd verkregen door campagnes in scholen. De aanvankelijke minimale waarde van een Oostenrijkse obligatie van 100 kronen was voor de meesten van hen te duur, wat reden was om bij de derde uitgave (in 1915) een soort fonds te introduceren. Kinderen konden een relatief klein bedrag doneren en een banklening sluiten om het ontbrekende deel van de 100 kronen te dekken. Dit initiatief was succesvol: het bracht geld op en vergrootte de loyaliteit aan de staat en zijn toekomst onder de Oostenrijks-Hongaarse jeugd. De eerste drie 'kinderobligatie'-uitgiften hadden in totaal een opbrengst van meer dan 13 miljoen kronen.

### Canada
Canadese inmenging in de Eerste Wereldoorlog begon in 1914, waarbij de eerste Canadese Victory Bonds na 1917 werden uitgegeven. De eerste domestieke oorlogsleningen werden gestart in november 1915, maar pas tijdens de vierde campagne in november 1917 werd de term Victory Loan gebruikt. De eerste Victory Loan was een obligatie met 5,5 procent rente, een looptijd van 5, 10 of 20 jaar en een minimale waarde van 50 dollar.
Deze obligaties brachten $ 398 miljoen op, oftewel $ 50 per capita. De zogeheten Second en Third Victory Loans werden uitgegeven in 1918 en 1919 en brachten in totaal 1,34 miljard dollar op. De regering beloonde gemeenschappen die grote hoeveelheden obligaties hadden aangeschaft met Victory Loan Honour Flags.

### Duitsland
In tegenstelling tot Frankrijk en Groot-Brittannië was Duitsland ten tijde van de uitbraak van de Eerste Wereldoorlog geïsoleerd van de internationale financiële markten. Dit was het duidelijkst zichtbaar bij een mislukte poging in 1914 om op Wall Street een grote lening af te sluiten. Vanwege deze uitsluiting was Duitsland vooral aangewezen op binnenlands lenen, wat op gang werd gebracht door een reeks van oorlogskredietrekeningen die door de Rijksdag was goedgekeurd. Deze kredieten werden op verschillende manieren verkregen; het meest voorkomende waren echter de publieke oorlogsobligaties (Kriegsanleihe).
Er vonden tijdens de oorlog negen verschillende uitgaven plaats en net als in Oostenrijk-Hongarije werden leningen halfjaarlijks uitgegeven. De mogelijkheid om een obligatie aan te schaffen duurde meestal een paar weken, waarbij er propaganda werd ingezet op de diverse mediakanalen. De meeste obligaties hadden een teruggavepercentage van 5 procent en waren inwisselbaar over een periode van tien jaar, in halfjaarlijkse uitbetalingen. Evenals oorlogsobligaties in andere landen moesten de waardepapieren een groot gevoel van patriottisme uitstralen. Ze werden verkocht bij banken, postkantoren en andere financiële instituten.
De belangrijkste investeerders waren instituties en grote corporaties. Industrieën, universiteitsgiften, lokale banken en stadsbesturen hadden hierin het grootste aandeel. Deels vanwege maatschappelijke druk en deels vanwege patriottische toewijding bleken de oorlogsobligaties succesvol. Ze brachten ongeveer 10 miljard marken op. De oorlogsobligaties dekten de oorlogsgerelateerde uitgaven voor twee derde deel. Wel werd de uit te keren interest een groter groeiende last, waarvoor verdere kapitaalreserves nodig waren om het aan de investeerders terug te kunnen betalen.

### Verenigd Koninkrijk
In augustus 1914 bedroegen de goudreserves van de Bank of England en vrijwel alle Britse bankinstituten ongeveer negen miljoen pond (omgerekend 779 miljoen in 2015). De banken vreesden dat de oorlogsverklaring een stormloop op de banken zou veroorzaken, wat reden was voor Chancellor David Lloyd George om de banken in deze maand drie extra dagen 'vakantie' te geven. Daarmee was er tijd gewonnen om de Currency and Bank Notes Act 1914 in te voeren, een wet die inhield dat Groot-Brittannië de gouden standaard verliet. Na deze wetsinvoering werd er driehonderd miljoen pond aan bankbiljetten bijgedrukt, zonder dat dit gedekt werd door goudvoorraden. Dit extra geld stelde de banken in staat om hun obligaties terug te betalen.
De eerste War Loan met rente werd uitgegeven in november 1914, tegen een interest van 3,5%. In 1925-28 werd dit afgelost tegen de nominale waarde. De obligaties brachten 333 miljoen pond op. In 2017 werd bekendgemaakt dat de publieke inschrijvingen een omvang benaderden van 91 miljoen pond. Het werd gevolgd door 901 miljoen pond door een tweede War Loan in juni 1915, tegen 4,5%. De overheid kondigde ook aan dat als er oorlogsobligaties met een hoger interest uitgegeven zouden gaan worden, de houders van de 4,5%-obligaties dit ook mochten verhogen naar dat nieuwe percentage.
Het beleid veranderde toen de regering van Asquith in december 1916 viel en Andrew Bonar Law Chancellor werd in de nieuwe coalitieregering. De derde oorlogslening werd in januari 1917 uitgebracht met een korting van 5% tegen nominale waarde en een rente van 5% (of 4% belastingvrij voor 25 jaar), een tarief dat Lloyd George omschreef als "strafrechtelijk". Houders van bestaande War Loans, Treasury Bills en War Expenditure Certificates konden deze converteren naar de 5%-emissie. Van de £ 2,08 miljard bijeengebracht door de 5% oorlogslening was slechts £ 845 miljoen nieuw geld; de rest was conversies van £ 820 miljoen van 4,5% lening, £ 281 miljoen aan Exchequer Bonds en £ 130 miljoen Treasury Bills.
Op 30 juni 1932 kondigde Neville Chamberlain aan dat de regering gebruik zou maken van haar recht om de 5%-lening in te trekken, waarbij ze de keuze gaf om contant geld op te nemen of de lening tegen 3,5% voort te zetten.  Hoewel ze verplicht waren om een dergelijke wijziging 90 dagen van tevoren aan te kondigen, werd een belastingvrije bonus van 1% aangeboden aan houders die op 31 juli hadden gehandeld. Deze uitkering bespaarde de regering ongeveer £ 23 miljoen netto per jaar. Op 3 december 2014 kondigde de Britse regering aan dat zij de uitstaande oorlogsleningen op 9 maart 2015 zou aflossen.

### Verenigde Staten
In 1917 en 1918 gaf de Amerikaanse regering Liberty Bonds uit om geld in te zamelen voor haar betrokkenheid bij de Eerste Wereldoorlog. William Gibbs McAdoo, minister van Financiën, lanceerde een agressieve campagne om de obligaties populair te maken, grotendeels gebaseerd op patriottische oproepen. Het ministerie van Financiën werkte nauw samen met de Committee on Public Information bij het ontwikkelen van Liberty Bond-campagnes. De resulterende propagandaberichten werden vaak zwaar ontleend aan militair jargon.
De regering gebruikte beroemde artiesten om posters te maken. Al Jolson, Ethel Barrymore, Marie Dressler, Elsie Janis, Theda Bara, Fatty Arbuckle, Mabel Normand, Mary Pickford, Douglas Fairbanks en Charlie Chaplin behoorden tot de beroemdheden die in het openbaar verschenen om het patriottische element van de aankoop van Liberty Bonds te promoten. Chaplin maakte op eigen kosten ook een korte film, The Bond. Zelfs de Boy Scouts en Girl Scouts verkochten obligaties onder de slogan "Every Scout to Save a Soldier". De campagne leidde tot inspanningen van de gemeenschap in het hele land om de obligaties te verkopen en was een groot succes, resulterend in overinschrijvingen op de tweede, derde en vierde obligatie-uitgiftes.

## Tweede Wereldoorlog

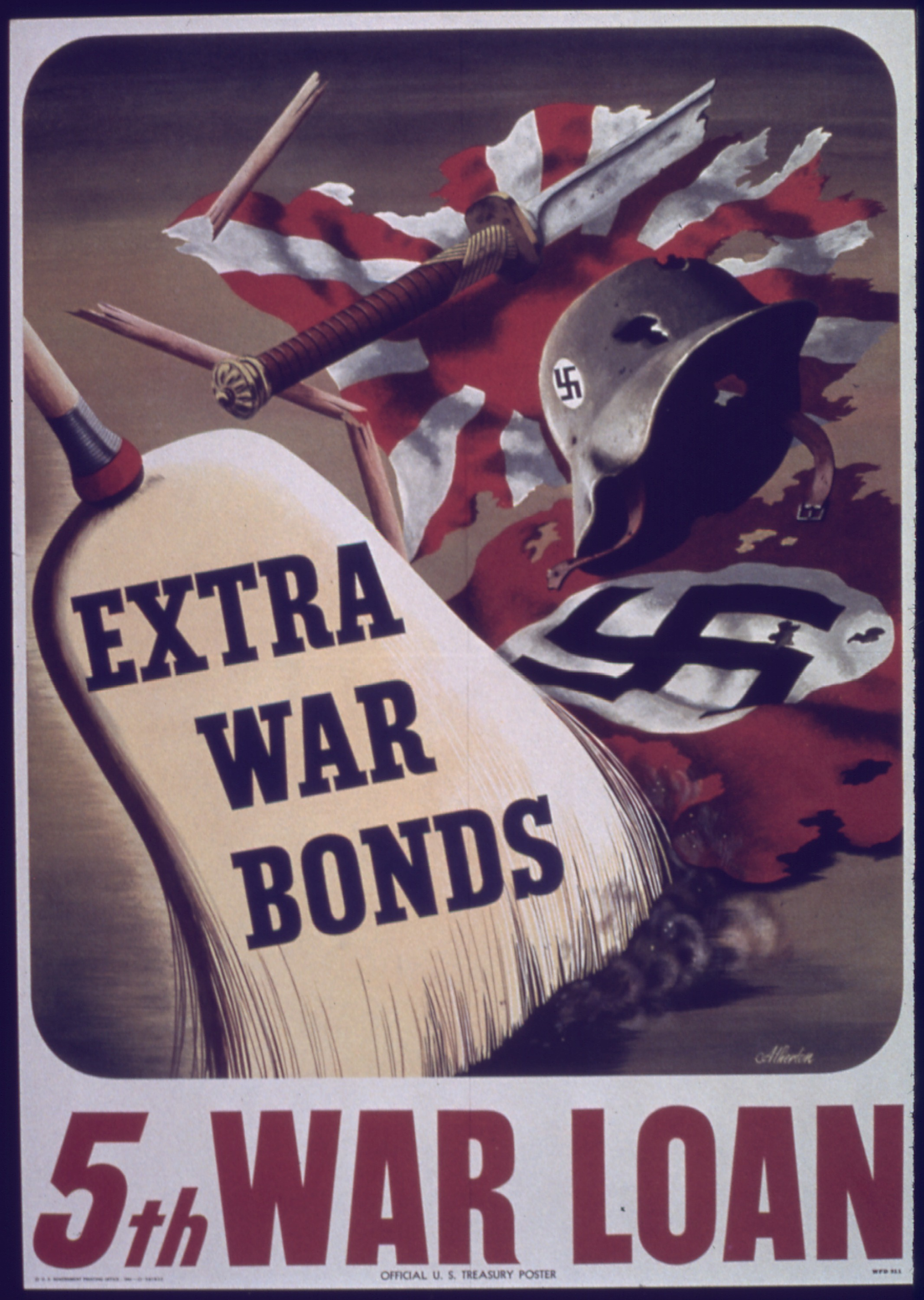
Amerikaanse poster uit de Tweede Wereldoorlog.

### Canada
De betrokkenheid van Canada bij de Tweede Wereldoorlog begon toen Canada op 10 september 1939 de oorlog verklaarde aan nazi-Duitsland. Ongeveer de helft van de Canadese oorlogskosten werd gedekt door War Savings Certificates en oorlogsobligaties die bekend staan als "Victory Bonds" (net als in de Eerste Wereldoorlog). De verkoop van War Savings Certificates begon in mei 1940; de obligaties werden van deur tot deur verkocht door vrijwilligers alsook bij banken, postkantoren en trustbedrijven. Ze vervielen na zeven jaar en leverden $ 5 op voor elke geïnvesteerde $ 4, maar individuen konden niet meer dan $ 600 aan certificaten bezitten. Hoewel de inspanning $ 318 miljoen aan fondsen opleverde en miljoenen Canadezen financieel bij de oorlogsinspanning werden betrokken, leverde het de regering van Canada slechts een fractie op van wat nodig was.
De verkoop van Victory Bonds bleek financieel veel succesvoller. Hiervan waren er tien uitgiften tijdens de oorlog en een na de oorlog. In tegenstelling tot de War Savings Certificates, was er geen aankooplimiet voor Victory Bonds.  De obligaties werden uitgegeven met looptijden tussen zes en veertien jaar, met rentetarieven variërend van 1,5% voor kortlopende obligaties en 3% voor langlopende obligaties. Ze werden uitgegeven met denominaties van tussen $ 50 en $ 100.000. Canadezen kochten 12,5 biljoen dollar aan Victory Bonds oftewel ongeveer $ 550 per hoofd van de bevolking, waarbij bedrijven de helft van alle Victory Bond-verkopen voor hun rekening namen. De eerste Victory Bond-uitgifte in februari 1940 bereikte het doel van $ 20 miljoen in minder dan 48 uur, de tweede in september 1940 bereikte zijn doel van $ 30 miljoen bijna net zo snel.
Toen duidelijk werd dat de oorlog een aantal jaren zou duren, werden de programma's voor oorlogsobligaties en certificaten formeler georganiseerd onder het National War Finance Committee in december 1941, aanvankelijk geleid door de president van de Bank of Montreal en vervolgens door de gouverneur van de Bank of Canada. Onder de meer verfijnde richting ontwikkelde de commissie strategieën, propaganda en de brede werving van vrijwilligers voor obligatiedrives. Om de zes maanden vonden obligatiedrives plaats, waarbij geen enkele andere organisatie het publiek om geld mocht vragen. De regering heeft meer dan $ 3 miljoen uitgegeven aan marketing met posters, direct mailing, filmtrailers (waaronder enkele van Walt Disney), radiocommercials en paginagrote advertenties in de meeste grote dagbladen en weekbladen. Realistische geënsceneerde militaire invasies, zoals het If Day-scenario in Winnipeg, werden gebruikt om burgers het belang van de obligaties duidelijk te maken.

### Duitsland
Het nazi-regime heeft nooit geprobeerd de algemene bevolking te overtuigen om langdurige oorlogsobligaties te kopen, zoals tijdens de Eerste Wereldoorlog wel was gebeurd. De regering wilde geen enkele vorm van openbaar referendum over de oorlog, wat het indirecte resultaat zou zijn als een obligatie-uitgifte slecht zou verlopen. Het regime financierde veeleer zijn oorlogsinspanningen door rechtstreeks te lenen van financiële instellingen, met kortlopende oorlogsobligaties als onderpand. Duitse bankiers, zonder enige blijk van verzet, stemden ermee in staatsobligaties in hun portefeuilles op te nemen. Financiële instellingen stelden geld ter beschikking aan de financiële afdeling in ruil voor wissels. Door deze strategie werden 40 miljoen bank- en investeringsrekeningen stilletjes omgezet in oorlogsobligaties, waardoor de Reichsregering continu geld kreeg. Evenzo dwongen Duitse bankcommissarissen bezet Tsjechoslowakije om Duitse oorlogsobligaties op te kopen. Aan het einde van de oorlog waren Duitse oorlogsobligaties goed voor 70% van de beleggingen van Tsjechoslowaakse banken.

### Verenigd Koninkrijk
In het Verenigd Koninkrijk speelde de National Savings Movement een rol bij het werven van fondsen voor de oorlogsinspanning tijdens beide wereldoorlogen. Tijdens de Tweede Wereldoorlog werd door de War Office een War Savings Campaign opgezet om de oorlogsinspanning te ondersteunen. Er werden local saving weeks gehouden die werden gepromoot met posters met titels als "Lend to Defend the Right to Be Free", "Save Your Way to Victory" en "War Savings Are Warships".

### Verenigde Staten
In de zomer van 1940 zorgden de overwinningen van nazi-Duitsland op Polen, Denemarken, Noorwegen, België, Nederland en Frankrijk en Luxemburg voor urgentie bij de regering, die zich discreet voorbereidde op mogelijke Amerikaanse betrokkenheid bij de Tweede Wereldoorlog. De grootste zorg waren kwesties rond oorlogsfinanciering. Veel adviseurs van president Franklin D. Roosevelt waren voorstander van een systeem van belastingverhogingen en een gedwongen spaarprogramma, zoals bepleit door de Britse econoom John Maynard Keynes. In theorie zou dit hogere uitgaven mogelijk maken en het inflatierisico verkleinen. Minister van Financiën Henry Morgenthau jr. gaf echter de voorkeur aan een systeem van vrijwillige leningen en begon in het najaar van 1940 met het plannen van een nationaal programma voor defensieobligaties. De bedoeling was om de aantrekkelijkheid van de baby bonds die in het interbellum waren geïmplementeerd te verenigen met het patriottische element van de Liberty Bonds uit de Eerste Wereldoorlog.
Bij het opstellen van de doelstellingen riep Morgenthau Jr. de hulp in van Peter Odegard, een politicoloog gespecialiseerd in propaganda. Op advies van Odegard begon de Treasury met het op de markt brengen van de voorheen succesvolle baby bonds als defense bonds. Er zouden drie nieuwe series obligaties worden geïntroduceerd, Series E, F en G, waarvan Series E als defense bonds op individuen zou worden gericht. Net als de baby bonds werden ze verkocht voor slechts $ 18,75 en vervielen ze in tien jaar, waarna de Amerikaanse regering de obligatiehouder $ 25 betaalde. Er werden ook grote coupures van tussen de $ 50 en $ 1000 beschikbaar gesteld, die allemaal, in tegenstelling tot de Liberty Bonds van de Eerste Wereldoorlog, niet-verhandelbare obligaties waren. Voor degenen die het moeilijk vonden om direct een volledige obligatie te kopen, konden spaarbonnen van 10 cent worden gekocht en verzameld in door de Treasury goedgekeurde albums totdat de ontvanger genoeg bonnen had verzameld voor een obligatie-aankoop. De naam van de obligaties werd uiteindelijk veranderd in War Bonds na de Japanse aanval op Pearl Harbor op 7 december 1941, waardoor de Verenigde Staten aan de oorlog gingen deelnemen.
Het War Finance Committee werd belast met het toezicht op de verkoop van alle obligaties en de War Advertising Council bevorderde de vrijwillige naleving van de aankoop van obligaties. Populaire eigentijdse kunst werd gebruikt om de banden te promoten, zoals Any Bonds Today?, een tekenfilm uit 1942 van Warner Bros. In de eerste drie jaar van het National Defense Savings Programme werd meer dan een kwart miljard dollar aan advertenties gedoneerd. De regering deed een beroep op het publiek via de populaire cultuur. De schilderijenserie van Norman Rockwell, de Four Freedoms, toerde rond in een actie die $ 132 miljoen opbracht. Bond rallies werden in het hele land gehouden met beroemde beroemdheden, meestal Hollywood-filmsterren, om de effectiviteit van obligatiereclame te verbeteren. Veel films uit die tijd, met name oorlogsdrama's (van zichzelf reeds een vorm van propaganda), bevatten een afbeelding die werd getoond tijdens de aftiteling waarin bezoekers geadviseerd werd: "Buy War Bonds and Stamps" - deze werden soms in de lobby van het theater verkocht. De Music Publishers Protective Association moedigde haar leden aan om patriottische berichten op de voorkant van hun bladmuziek te plaatsen, zoals "Buy U.S. Bonds and Stamps". In de loop van de oorlog kochten 85 miljoen Amerikanen obligaties voor een totaal van ongeveer $ 185 miljard.
De National Service Board for Religious Objectors bood tijdens de Tweede Wereldoorlog burgerobligaties aan in de Verenigde Staten, voornamelijk aan leden van de historische vredeskerken als alternatief voor degenen die niet gewetensvol iets konden kopen wat bedoeld was om de oorlog te ondersteunen. Dit waren Amerikaanse staatsobligaties die niet als defense bonds waren bestempeld. In totaal werden er 33.006 abonnementen verkocht voor een totale waarde van $ 6,74 miljoen, voornamelijk aan mennonieten, broeders (Brethren) en quakers.

## Trivia
- In 2001 was er in de Verenigde Staten het idee om burgers staatsobligaties aan te bieden om het land te steunen in de War on Terror. Overigens zou dit vooral een symbolisch, patriottisch gebaar moeten zijn, waarbij het geld in de algemene kas gestopt zou gaan worden.[2]
- In maart 2015 betaalde de Britse regering de oorlogsleningen terug die in de Eerste Wereldoorlog waren aangegaan. De rente hierop bedroeg aanvankelijk 5 procent, maar werd in 1932 verlaagd naar 3,5 procent. De afbetaling kostte Groot-Brittannië 2,4 miljard euro.[3]